# امساعد
بلدية امساعد هي إحدى بلديات ليبيا و بها منفذ امساعد الحدودي وهو معبر حدودي ليبي، تقع على الحدود الليبية مع مصر. وتبعد شرقاً عن مدينة طبرق 150 كيلومترا تقريبا.
كانت امساعد موقعاً للمناوشات المصرية الليبية عام 1977، وقد كان لهذه الحرب، إضافة إلى قطع العلاقات مع مصر، تأثير سلبي جداً على هذه المنطقة، إذ انخفض سكانها من 4330 نسمة عام 1973 إلى 3200 عام 1984 (-26.1%)، في حين ارتفع سكان ليبيا في نفس الفترة بنسبة 60.3%. لكنها عادت للنمو في السنوات اللاحقة .